# Чемпіонат УРСР з легкої атлетики 1974
Чемпіонат УРСР з легкої атлетики 1974 був проведений у два кола — у серпні в трьох містах пройшли зональні змагання, а фінал відбувся 13-15 вересня у Львові.
У командному заліку перемогли кияни.
Киянка Людмила Аксьонова встановила рекорд республіки з бігу на 200 метрів — 23,4.
Республіканські чемпіонати з інших дисциплін легкої атлетики були проведені окремо.

## Призери основного чемпіонату

### Чоловіки
| Дисципліни                | Золото                                  | Золото    | Срібло                       | Срібло | Бронза | Бронза |
| ------------------------- | --------------------------------------- | --------- | ---------------------------- | ------ | ------ | ------ |
| 100 метрів                | Віктор Кайдаш Ворошиловградська обл.    | 10,5      |                              |        |        |        |
| 200 метрів                | Віктор Вдовиченко Львівська обл.        | 21,6      |                              |        |        |        |
| 400 метрів                | Микола Явтушенко Вінницька обл.         | 47,7      |                              |        |        |        |
| 800 метрів                | Євген Волков Київ                       | 1.49,8    |                              |        |        |        |
| 1500 метрів               | Анатолій Недибалюк Вінницька обл.       | 3.50,5    |                              |        |        |        |
| 5000 метрів               | Анатолій Недибалюк Вінницька обл.       | 14.19,0   |                              |        |        |        |
| 10000 метрів              | Віктор Балашов Вінницька обл.           | 29.15,8   |                              |        |        |        |
| 110 метрів з бар'єрами    | Євген Мазепа Одеська обл.               | 14,0      |                              |        |        |        |
| 400 метрів з бар'єрами    | Анатолій Прокошин Дніпропетровська обл. | 51,0      |                              |        |        |        |
| 3000 метрів з перешкодами | Олександр Величко Закарпатська обл.     | 8.41,4    |                              |        |        |        |
| 4×100 метрів              |                                         |           |                              |        |        |        |
| 4×400 метрів              |                                         |           |                              |        |        |        |
| Ходьба 20000 метрів       | Анатолій Соломін Київ                   | 1:32.42,4 |                              |        |        |        |
| Стрибки у висоту          | Марк Желнов Дніпропетровська обл.       | 2,12      |                              |        |        |        |
| Стрибки з жердиною        | Юрій Прохоренко Київська обл.           | 5,10      |                              |        |        |        |
| Стрибки в довжину         | Валерій Верескун Кримська обл.          | 7,56      |                              |        |        |        |
| Потрійний стрибок         | Ігор Ковтун Львівська обл.              | 16,11     |                              |        |        |        |
| Штовхання ядра            | Анатолій Ярош Ворошиловградська обл.    | 19,48     |                              |        |        |        |
| Метання диска             | Євген Михайлюк Запорізька обл.          | 57,70     |                              |        |        |        |
| Метання молота            | Йосип Гамський Львівська обл.           | 70,44     | Валентин Чумак Київська обл. | 68,52  |        |        |
| Метання списа             | Олексій Чупилко Харківська обл.         | 84,44     |                              |        |        |        |
| Десятиборство             | Георгій Гризун Київ                     | 7140      |                              |        |        |        |

### Жінки
| Дисципліни             | Золото                                   | Золото  | Срібло | Срібло | Бронза | Бронза |
| ---------------------- | ---------------------------------------- | ------- | ------ | ------ | ------ | ------ |
| 100 метрів             | Тетяна Пророченко Запорізька обл.        | 11,8    |        |        |        |        |
| 200 метрів             | Людмила Аксьонова Київ                   | 23,4 NR |        |        |        |        |
| 400 метрів             | Наталія Липова Закарпатська обл.         | 55,5    |        |        |        |        |
| 800 метрів             | Віра Ястребова Київ                      | 2.08,9  |        |        |        |        |
| 1500 метрів            | Ганна Криніна Хмельницька обл.           | 4.20,4  |        |        |        |        |
| 3000 метрів            | Марія Клюкіна Запорізька обл.            | 9.32,2  |        |        |        |        |
| 100 метрів з бар'єрами | Людмила Шурхал Запорізька обл.           | 13,6    |        |        |        |        |
| 4×100 метрів           |                                          |         |        |        |        |        |
| 4×400 метрів           |                                          |         |        |        |        |        |
| Стрибки у висоту       | Валентина Авілова Одеська обл.           | 1,70    |        |        |        |        |
| Стрибки в довжину      | Ірина Паленко Дніпропетровська обл.      | 6,21    |        |        |        |        |
| Штовхання ядра         | Людмила Машарова Ворошиловградська обл.  | 16,97   |        |        |        |        |
| Метання диска          | Валентина Однорог Київ                   | 53,60   |        |        |        |        |
| Метання списа          | Людмила Задко Київ                       | 54,12   |        |        |        |        |
| П'ятиборство           | Катерина Гордієнко Дніпропетровська обл. | 3917    |        |        |        |        |

## Інші чемпіонати
- Чемпіонат УРСР з кросу був проведений 7 квітня у Черкасах у лісопарку «Соснівка».
- Чемпіонат УРСР з марафонського бігу та шосейної спортивної ходьби на 50 кілометрів серед чоловіків був проведений 25-27 жовтня в Ужгороді.

### Чоловіки
| Дисципліни   | Золото                         | Золото    | Срібло              | Срібло  | Бронза                       | Бронза  |
| ------------ | ------------------------------ | --------- | ------------------- | ------- | ---------------------------- | ------- |
| Крос 8 км    | Олександр Шкурупій Київ        | 23.57,4   | Євген Слюсарєв Київ | 23.59,2 | Михайло Онучин Кримська обл. | 24.03,8 |
| Марафон      | Володимир Макаров Сумська обл. | 2:15.45,2 |                     |         |                              |         |
| Ходьба 50 км | Володимир Хоменко Сумська обл. | 4:14.24,0 |                     |         |                              |         |

### Жінки
| Дисципліни | Золото                       | Золото | Срібло         | Срібло | Бронза                 | Бронза |
| ---------- | ---------------------------- | ------ | -------------- | ------ | ---------------------- | ------ |
| Крос 2 км  | Любов Ларина Харківська обл. | 6.26,4 | Т. Лосєва Київ | 6.27,4 | Ганна Домарадська Київ | 6.28,8 |